# Афатомија
Афатомија је врста правног посла која представља изјаву воље једног лица којом је одређивао сукцесију своје имовине после сопствене смрти. У литератури се тврди да је то почетак коришћења тестамента код старих Германа. У ширем смислу, афатомија предствља темељ уговорног наслеђивања.

## Историја
Цезар је у свом делу о Галским ратовима (лат. - De bello Gallico) описивао Германе и њихове обичаје, а један век касније, римски историчар Тацит такође је оставио записе о њима. Обојица су били зачуђени разликама у наследноправним правилима између Римљана и Германа и пре свега, германском непознавању тестамента, који је за римљане била једна од круцијалних институција. Због различитих породичних обичај, саме контрукције породице и каснијег примања римског права, Германи су се прибојавали тестамента и чак су, у неку руку, сматрали да шкоди и наноси штету наследницима. Код Германа, породица се базирала на солидарности и једнакости свих чланова које повезују когнатеске везе. Постојао је и породични старешина који је имао власт (лат – mundium) над члановима породице. Он је одступао од римског патерфамилијаса јер није био власник породичних добара, већ је њима само привремено управљао, у најбољем интересу укућана. Због свих наведених разлога, породица је заједно одлучивала о расподели имовине у случају смрти једног од чланова. Зато није било потребе за тестаментом. Са појавом приватне својине у германском праву, јавља се и потреба за тестаментом јер је право да се имовином управља  „после смрти“ (лат. – post mortem) било непримењиво. Такође, Германи су сматрали да смрћу особе престају његова права на стварима,као и воља у погледу тих ствари па је по њиховом поимању било неопходно поступати по њој. Поред Германа, ни Спартанци нису познавали тестамент.

## Уговорно наслеђивање
Уговорно наслеђивање настало је са развојем германских права у средњем веку. Франачка афатомија (лат. -affatomia) и лагобардски тинкс (лат. - thinx) првобитно су се појавиле у Салијском законику који је настао почетком  VI века, а онда и у Ротаровом едикту, првој писаној збирци лангобардског права из 643. године.

## Афатомија у Салијском законику
Током свог живота, лице је афатомијом преносило имовину на друго изабрано лице. Компоненте које су сачињавале афатомију су биле подељене на три етапе. Током прве,специфичним и симболичним поступком, оставилац је уз присуство три сведока и судије тунгина  (лат.- thunginus) или центуриона, преносио жељена добра на посредника. У овој фази судије би се симобилчно појављивале са штитовима. Сама форма се састојала у томе што лице зе пренос својине, баца гранчицу у крило посреднику, одређујући коју имовину, у ком делу и ком лицу посредник даље треба да је преда. У другој етапи посредник располаже повереном имовином  пред сведоцима и оставиоцем у оставиочевој кући. Посредник је потом имао обавезу да у року од дванест месеци пред краљевим судом и у присуству три сведока, баци гранчицу у крило лицима која су одређена за наследнике. На тај начин им преноси својину коју је одредио оставилац. Ова етапа пружала је сигурност да ће се остварити одговарајући и жељени ефекти. Оставилац је морао одмах да пренесе добра у руке изабраног посредника и радило се о правном послу „међу живима“ (inter vivos). Улога три сведока долазила би до изражаја у случају да неко покушава да оспори ово располагање. Они су потврђивали које лице је пренело имовину на ког посредника, како је даље та имовина била расподељена и  да ли  је човек у чије крило је бачена гранчица заиста боравио у кући са сведоцима. На самом крају последња три сведока су давала потврду да је посредник који је примио имовину, исту ту имовину предао наследницима.

## Афатомија у Рипуарском законику
У 48. и 49. члану Рипуарског законика афатомија је била прилагодљивија него у Салијском законику. Афатомија се у овом законику састојала од могућности усвајања неког лица од  друог лица које није имало никакво потомство. Овим поступком му је предавао своју имовину у писаној форми или у форми per traditionem. Афатомија је могла да се раскине у случају да након усвајања оставилац имовине добије потомство. Оставилац је све до своје смрти имао права на плодоуживање из предатих добара, а у тек у тренутку његове смрти наследник је стицао сва права.

## Правна природа афатомије
Постојало је неколико научних тумачења афатомије која су се међусобно разликовала. Једно од схватања каже да је афатомија имала уговорну правну природу. Други правац схватања сматрао је да је афатомија врло слична поклону. Према Тимбалу (Timbal), афатомијом је оставилац одређивао наследнике тако што је имагинарно усвајао лице од поверења, које се назива посредник. Посредник је потом преносио имовину на лице које је оставилац унапред одредио. Тиме је оставилац чинио поклон да би до смрти имао права на плодоуживање на поклоњеном добру. Аутори Ешбах (Eschbach) и Боне (Bonnet), тумачили су афатомију као двострани правни посао и као темељ модерног уговора о наслеђивању. Аутор Петер (Péter) се слаже са њиховим схватањима, али истиче и круцијалну особину афатомије – неопозивост. Бастаић и Кризман су наглашавали институизам афатомијејер се састојала од различитих  елемента уговора о наслеђвању и уговора о доживотном издржавању. По Халбиковом мишљењу афатомија је сврстана под уговоре у корист трећег лица.

## Закључак
У Салијском и Рипуарском афатомија је представљена као двострани уговорни посао. Може да се спроводи само у случају одсуства биолошких потомака. Рипуарска „верзија“ афатомије је била доста једноставнија, па су и супружници имали могућност да једно другог изаберу за насленика и да на тај начин пренесу имовину. Постоји неколико разлика између афатомије у Рипуарском и Салијском законику. Код Салијских Франака најсличнија је тестаменту mancipatio familiae римског права, а у код Рипуарских афатомија више има форму тестаментарног усвојења. Афатомија је ступала на снагу у време смрти посредника у Рипуарском законику, а њена правна дејства су у Салијском наступала inter vivos.